# Watershed Organisation Trust
Watershed Organisation Trust (WOTR) ist eine weltweite Organisation mit dem Ziel, Wassereinzugsgebiete zu gestalten und Ökosysteme zu optimieren um den Grundwasserspiegel durch nachhaltige Regenwasserbewirtschaftung anzuheben. Haupteinsatzgebiet ist Indien.

## Ziel
Ziel ist die Gewährleistung von Nahrung, Wasser, Lebensunterhalt und Einkommenssicherheit für eine wachsende Lebensqualität für benachteiligte Menschen und benachteiligte Gemeinschaften auf einer nachhaltigen und gerechten Grundlage.

## Projekt „Watershed“
Das Projekt Watershed hilft den Einheimischen, aus eigener Kraft auf den Klimawandel zu reagieren und die Folgen großflächiger Abholzungen und Versteppungen zu bewältigen. Mit nachhaltiger Landwirtschaft und integriertem Wassermanagement soll das Leben von Millionen von Menschen gesichert werden.

## Umsetzung
Das Ziel der Umsetzungen der Konzepte von WOTR ist, die Abflussgeschwindigkeit des Regenwassers zu verringern und so die Versickerung zu steigern. Ermöglicht wird dies durch auf Geländemodellen (GIS) basierenden Terrassierungen, Geländebefestigung durch geeignete Pflanzungen und Aufstauen der Abflussrinnen im kleinen Maßstab. Die Arbeiten können meist komplett ohne schwere Maschinen von der lokalen Bevölkerung durchgeführt werden. Auf diese Weise konnte bei einem Projekt in Dariwadi, Indien, eine Anhebung des Grundwasserspiegels von minus 60 auf minus 9 Meter innerhalb von 10 Jahren erzielt werden. Die Niederschlagsmenge betrug dabei 200 bis 300 mm pro Jahr. In der Folge waren die Gemeinden weniger abhängig von der Regelmäßigkeit der Niederschläge (Klimaresilienz) und es konnten zwei Ernten pro Jahr eingefahren werden, wo zuvor eine Ernte unsicher war.

## Auszeichnungen
2017 erfolgte die Auszeichnung mit dem Land for Life Award durch die Vereinten Nationen, Convention to Combat Desertification (UNCCD). Der Land for Life Award zeichnet herausragende Leistungen und Innovationen von Einzelpersonen oder Organisationen aus, die herausragende Beiträge zur Verwirklichung des Ziels 15 „Leben an Land“ der nachhaltigen Entwicklung geleistet haben. Insgesamt erhielt die WOTR für ihre Arbeit bisher 17 Auszeichnungen.